# Shenzhen Metro Che Kung Temple Hub
Le Shenzhen Metro Che Kung Temple Hub est un gratte-ciel en construction à Shenzhen en Chine. Il s'élèvera à 269 mètres. 